# Municipio de Ball Hill
El municipio de Ball Hill (en inglés: Ball Hill Township) es un municipio ubicado en el condado de Griggs en el estado estadounidense de Dakota del Norte. En el año 2010 tenía una población de 55 habitantes y una densidad poblacional de 0,58 personas por km².

## Geografía
El municipio de Ball Hill se encuentra ubicado en las coordenadas 47°22′12″N 98°10′44″O / 47.37000, -98.17889. Según la Oficina del Censo de los Estados Unidos, el municipio tiene una superficie total de 94.52 km², de la cual 94,52 km² corresponden a tierra firme y (0 %) 0 km² es agua.

## Demografía
Según el censo de 2010, había 55 personas residiendo en el municipio de Ball Hill. La densidad de población era de 0,58 hab./km². De los 55 habitantes, el municipio de Ball Hill estaba compuesto por el 100 % blancos. Del total de la población el 0 % eran hispanos o latinos de cualquier raza.